# Tamás Faragó
Tamás Faragó (né le 5 août 1952 à Budapest) est un joueur et un entraîneur de water-polo hongrois.
Il a participé aux tournois majeurs en équipe de Hongrie entre 1970 et 1980 en remportant trois médailles olympiques en 1972, 1976 et 1980. Puis il joue pour des clubs allemands dans les années 1980, avant de devenir entraîneur.
En 1993, il est inscrit sur la liste des membres de l'International Swimming Hall of Fame.